# Wireless Village
Wireless Village ist ein Netzwerkprotokoll für Instant Messaging, das primär für Mobiltelefone gedacht ist. Es wurde bis Version 1.1 von Ericsson, Motorola und Nokia entwickelt und in die Hände der Open Mobile Alliance, der die drei Unternehmen angehören, übergeben. Dort wurde es unter dem Namen Instant Messaging and Presence Service weiterentwickelt. Implementierungen fanden sich daher auch primär in Geräten dieser drei Hersteller.